# Kaliumaluminiumborat
Kaliumaluminiumborat ist eine ionische Verbindung, die aus Kalium-, Aluminium- und Borat-Ionen besteht. Seine Kristallform weist nichtlineare optische Eigenschaften auf.

## Darstellung
Kaliumaluminumborat kann durch die stöchiometrische Umsetzung von Kaliumcarbonat, Aluminiumoxid und Borsäure bei 800 °C für 48 Stunden hergestellt werden.
Ebenfalls möglich ist die Darstellung durch stöchiometrische Umsetzung von Kaliumcarbonat, Aluminiumoxid und Bortrioxid für einen Tag bei 650 °C und zwei weitere Tage bei 800 °C.
{\displaystyle {\ce {K2CO3 + Al2O3 + B2O3 -> K2Al2B2O7 + CO2}}}